# Era Hádron
Na cosmologia física, a Era Hádron foi o período na evolução do Universo primitivo durante o qual a massa do Universo era dominada por hádrons. Começou aproximadamente 10-6 segundos depois do Big Bang, quando a temperatura do Universo tinha caído o suficiente para permitir que os quarks da Era Quark anterior se ligassem em hádrons. Inicialmente, a temperatura era alta o suficiente para permitir a formação de pares hádron/anti-hádron, o que mantinha a matéria e antimatéria em equilíbrio térmico. No entanto, como a temperatura do Universo continuou a cair, pares hádron/anti-hádron já não eram produzidos. A maioria dos hádrons e anti-hádrons foram então eliminados em reações de aniquilamento, deixando um pequeno resíduo de hádrons. A eliminação de anti-hádrons foi completada um segundo após o Big Bang, quando começou a Era Lépton.